# Caldicot Castle
Caldicot Castle (walisisch Castell Cil-y-coed) ist eine Burgruine in Monmouthshire in Wales. Die als Kulturdenkmal der Kategorie Grade I klassifizierte und als Scheduled Monument geschützte Ruine liegt am östlichen Rand der Stadt Caldicot.

## Geschichte

### Motte des 12. Jahrhunderts
Im Domesday Book von 1086 wird Caldicot als Gut von Durand, Sheriff von Gloucester erwähnt. Nach dessen Tod fiel das Gut an seinen Neffen Walter FitzRoger, der vermutlich die Motte errichten ließ. Nach Walters Tod erbte sein Sohn Miles de Gloucester die Burg. Nachdem Miles Söhne alle ohne männliche Nachkommen gestorben waren, fiel die Burg an Miles Tochter Margaret, die mit Humphrey de Bohun verheiratet war.

### Ausbau zur steinernen Festung
Margarets Enkel Humphrey de Bohun, 2. Earl of Hereford ersetzte während des zweiten Viertels des 13. Jahrhunderts den hölzernen Turm der Motte durch den steinernen Keep. Die Bohuns gehörten im 13. und 14. Jahrhundert zu den mächtigsten Peers von England, sie waren Earls of Hereford, Essex und Northampton sowie erbliche Lord High Constables of England. Als Humphrey de Bohun, 7. Earl of Hereford 1373 ohne männliche Nachkommen starb, übernahm König Eduard III. die Vormundschaft über seine minderjährigen Töchter Eleanor und Mary. Der jüngste Sohn des Königs, Thomas of Woodstock, heiratete Eleanor. Woodstock wollte die reichen Besitzungen der Bohuns übernehmen und plante deshalb, seine Schwägerin als Nonne in ein Kloster abzuschieben. Sein Bruder John of Gaunt, 1. Duke of Lancaster, verheiratete Mary jedoch mit seinem ältesten Sohn Henry Bolingbroke, so dass die Besitzungen der Bohuns geteilt werden mussten. Caldicot fiel an Woodstock, der die Burg ausbauen ließ. Nach dem Tod von Joan, der Witwe des 7. Earl of Hereford, die ihre beiden Töchter um 20 Jahre überlebte, wurde die Teilung des Bohun-Erbes revidiert. Anne of Gloucester, die älteste Tochter von Eleanor und Woodstock, musste Caldicot an Henry, den Sohn von Mary übergeben, der als Heinrich V. englischer König geworden war. Caldicot fiel so an das Duchy of Lancaster und damit in den Privatbesitz der englischen Könige.

### Niedergang und Verfall
Nach dem Tod von Heinrich V. fiel Caldicot an seine Witwe Katharina von Valois. Während der Rosenkriege eroberte William Herbert, der führende Unterstützer des Hauses York in Wales, die Burg. Er ließ nach 1460 die Burg durch Zerstörung eines Teils der östlichen Ringmauer schleifen. Elizabeth, die Tochter von William Herbert, 2. Earl of Pembroke, heiratete 1492 Charles Somerset, einen illegitimen Sohn von Henry Beaufort, 3. Herzog von Somerset. Die Burg fiel so an Charles Somerset, der 1514 zum Earl of Worcester erhoben wurde. Sowohl die Herberts als auch die Earls of Worcester residierten in Raglan Castle, während Caldicot vernachlässigt wurde und verfiel. Teile der Burg wurden als Bauernhof genutzt, bis sie 1759 an Capel Hanbury, einen Industriellen aus Pontypool verpachtet wurde. Bis 1830 blieb die Burg im Besitz von dessen Familie, dann verkaufte das Duchy of Lancaster die Burg und die zugehörigen Güter an den Großgrundbesitzer Charles Lewis of St Pierre. Unter ihm wurden im Burghof Feste, Bogenschießwettbewerbe und andere Sportveranstaltungen abgehalten.

### Viktorianische Restaurierung und heutige Nutzung
1885 verkaufte Lewis die Burg an Joseph Richard Cobb, der die Burg im viktorianischen Stil als Wohnsitz für seine Familie ausbaute. Cobb war ein Amateur bei der Restaurierung von mittelalterlichen Burgen, hatte aber bereits Erfahrungen bei der Restaurierung von Pembroke und Manorbier Castle sammeln können und versuchte nach Möglichkeit, die originale Bausubstanz zu erhalten. Nach seinem Tod setzte sein Sohn Geoffrey Wheatley Cobb die Restaurierung fort. Cobbs Enkel Geophrey Cobb stellte nach dem Zweiten Weltkrieg zur Linderung der Wohnungsnot Wohnräume in den Türmen und im Torhaus für Familien zur Verfügung. 1963 kaufte das Chepstow Rural District Council die Burg für £ 12.000. Die Burg ist heute im Besitz der Gemeinde und dient als Museum. Die Burg liegt im umgebenden 22 ha großen Country Park mit Spielplatz, Picknicktischen und Sanitäranlagen.

## Anlage
Die Burg wurde in fünf Bauphasen erbaut. Ältester Teil ist der runde Keep an der nordwestlichen Ecke der Burg. Er befindet sich auf der im 12. Jahrhundert aufgeworfenen Motte. Der Burghügel war von einem Graben umgeben. In der zweiten Bauphase im zweiten Viertel des 13. Jahrhunderts ließ der 2. Earl of Hereford den steinernen runden Keep auf der Motte errichten. Der viergeschossige Turm verfügt über bis zu 3 m dicke, sorgfältig bearbeitete Mauern, er ähnelt dem Keep von Skenfrith Castle sowie von Tretower und Bronllys in Powys. An der Westseite des Keeps ist ein kleiner Rundturm angebaut, der bis auf einen Kerker im Erdgeschoss und eine weitere Kammer im Obergeschoss massiv ausgemauert ist. Im 19. Jahrhundert wurde das Innere des Turms im viktorianischen Stil restauriert.
Die hohe Ringmauer mit den runden Ecktürmen wurde Mitte des 13. Jahrhunderts errichtet. Sie umschließt einen weiten, in etwa rechteckigen Innenhof und war von einem tiefen, steilwandigen Graben umgeben, der vermutlich mit Wasser aus dem nahen Bach Nedern Brook gefüllt war. Der zweigeschossige Rundturm in der Mitte der westlichen Ringmauer diente als Torturm, das Tor war mit Guss- und Mörderlöchern gesichert. Der südwestliche Rundturm hat ebenfalls zwei Geschosse. Der D-förmige Turm in der Südostecke war größer als die beiden Türme im Westen. An die innere Nord- und Ostseite der Ringmauer waren hölzerne Gebäude angebaut, zwei kleine achteckige Türme an der Ostseite dienten als Latrinen, in der nördlichen Ringmauer sind noch vier Feuerstellen erkennbar. Durch die nach 1460 geschlagene Bresche in der östlichen Mauer führt heute der Hauptzugang zur Burg.

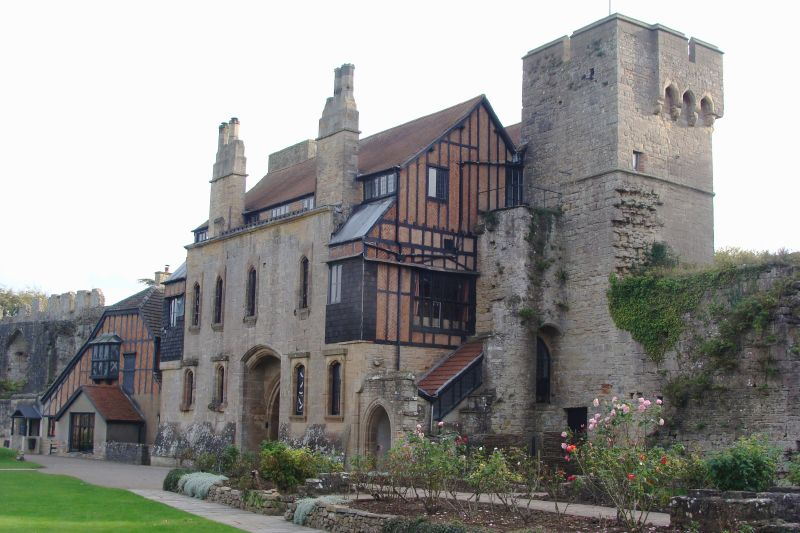
Das im viktorianischen Stil restaurierte Torhaus

In der vierten Bauphase wurde um 1340 die große Halle an der Südmauer erbaut. Sie bestand jedoch nur aus Holz oder Fachwerk, so dass nur drei mit Maßwerk verzierte Fenster in der südlichen Ringmauer an sie erinnern. Zwischen 1384 und 1389 wurden von Thomas of Woodstock das neue große Torhaus im Süden sowie der nach ihm benannte Woodstock Tower im Norden der Burg errichtet, beide Bauten ersetzten vermutlich ältere Türme. Der neue Haupteingang diente nicht nur als Torturm, sondern enthielt auch die Wohnräume des Burgherrn. Im späten 19. Jahrhundert wurde das Torhaus im viktorianischen Stil restauriert. Der Zugang war mit Zugbrücke, zwei Toren sowie Gusslöchern gesichert. Das zweigeschossige Torhaus wird von zwei rechteckigen Türmen flankiert, die höher als das Torhaus sind, vermutlich wurde das Torhaus nie vollendet. Gegenüber dem Torhaus befindet sich der polygonale, dreigeschossige Woodstock Tower, der eine kleine Ausfallpforte besitzt.
Die Vorburg befand sich vermutlich westlich der Kernburg. Aus ihr entstand vermutlich die mittelalterliche Siedlung Caldicot, so dass von ihr keine sichtbaren Reste erhalten sind.